# عصام الجبالي
عصام الجبالي (25 ديسمبر 1991 مجاز الباب تونس - ) هو لاعب كرة قدم تونسي يلعب كلاعب وسط .

## روابط خارجية
- عصام الجبالي على موقع الاتحاد الأوربي (الإنجليزية)
- عصام الجبالي على موقع اتحاد النرويج (النرويجية)
- عصام الجبالي على موقع اتحاد السويد (السويدية)
- عصام الجبالي على موقع رابطة كرة القدم اليابانية للمحترفين (اليابانية)
- عصام الجبالي على موقع قاعدة بيانات كرة القدم.إي يو (الإنجليزية)
- عصام الجبالي على موقع ناشيونال فوتبول تيمز (الإنجليزية)
- عصام الجبالي على موقع Soccerway.com (الإنجليزية)
- عصام الجبالي على موقع عالم كرة القدم.نت (الإنجليزية)